# Saint-Quentin
Saint-Quentin je mesto in občina v severni francoski regiji Pikardiji, podprefektura departmaja Aisne. Leta 1999 je mesto imelo 59.066 prebivalcev.

## Geografija
Mesto se nahaja v pokrajini Vermandois ob reki Somi, 50 km severozahodno od Laona.

## Administracija
Saint-Quentin je sedež treh kantonov:
- Kanton Saint-Quentin-Center (del občine Saint-Quentin: 20.189 prebivalcev),
- Kanton Saint-Quentin-Jug (del občine Saint-Quentin, občine Gauchy, Harly, Homblières, Mesnil-Saint-Laurent, Neuville-Saint-Amand: 27.887 prebivalcev),
- Kanton Saint-Quentin-Sever (del občine Saint-Quentin, občine Essigny-le-Petit, Fieulaine, Fonsommes, Fontaine-Notre-Dame, Lesdins, Marcy, Morcourt, Omissy, Remaucourt, Rouvroy: 25.830 prebivalcev).

Mesto je prav tako sedež okraja, v katerega so poleg njegovih vključeni še kantoni Bohain-en-Vermandois, Le Catelet, Moÿ-de-l'Aisne, Ribemont, Saint-Simon in Vermand.

## Zgodovina
V antičnem času je bil Saint-Quentin poznan kot glavno mesto keltskega plemena Viromandui pod imenom Augusta Veromanduorum. Sedanje ime je dobil po krščanskem mučencu sv. Kvintinu, ki je bil umorjen tukaj leta 287.

## Zanimivosti
Saint-Quentin je na seznamu francoskih umetnostno-zgodovinskih mest.
- Bazilika sv. Kvintina, grajena od 13. do 15. stoletja,
- mestna hiša,
- Muzej metuljev,
- Muzej Antoine Lecuyer.

## Pobratena mesta
- Kaiserslautern (Porenje - Pfalška, Nemčija),
- Rotherham (Anglija, Združeno kraljestvo),
- Saint-Quentin (New Brunswick, Kanada),
- San Lorenzo de El Escorial (Madrid, Španija).